# Guerra de los coprófagos
«War of the Coprophages» es el decimosegundo episodio de la tercera temporada de la serie de televisión de ciencia ficción The X-Files. Se estrenó en la cadena Fox el 5 de enero de 1996. Fue escrito por Darin Morgan y dirigido por Kim Manners. El episodio es una historia del «monstruo de la semana», una trama independiente que no está relacionada con la mitología más amplia de la serie. «War of the Coprophages» obtuvo una calificación Nielsen de 10,1, siendo vista por 16,32 millones de personas en su transmisión inicial. El episodio recibió críticas en su mayoría positivas de los críticos, quienes elogiaron su tono humorístico.
El programa se centra en los agentes especiales del FBI Fox Mulder (David Duchovny) y Dana Scully (Gillian Anderson) que trabajan en casos relacionados con lo paranormal, llamados expedientes X. En este episodio, Mulder investiga un pequeño pueblo plagado de muertes en el que se encuentran los cuerpos cubiertos de cucarachas. Trabajando desde casa, Scully tiene explicaciones científicas para todos ellos, pero Mulder, en la escena del crimen con un atractivo experto en insectos, sospecha que los insectos pueden no ser orgánicos o terrenales.
«War of the Coprophages» fue el tercer episodio de Darin Morgan, después del episodio de la segunda temporada «Humbug» y el episodio de la tercera temporada «Clyde Bruckman's Final Repose». Para lograr el efecto de una infestación de cucarachas, el programa utilizó alrededor de trescientas cucarachas para el episodio, además de accesorios de cucarachas de goma extremadamente detallados y «montones y montones» de estiércol falso. El título del episodio es una referencia a la famosa novela La guerra de los mundos de H. G. Wells, así como a su adaptación radiofónica de 1938 de Orson Welles. El personaje Dr. Berenbaum lleva el nombre de la entomóloga May Berenbaum.

## Argumento
En Miller's Grove, Massachusetts, un exterminador inspecciona el sótano del Dr. Jeff Eckerle, habiendo sido contratado para erradicar una infestación de cucarachas. El exterminador rocía una cucaracha, la tira al suelo e intenta aplastarla bajo los pies. Sin embargo, al hacerlo, comienza a sucumbir a la anafilaxis, agarrándose el corazón y colapsando contra una pared, mientras la cucaracha se arrastra debajo de su bota, ilesa. Cuando Eckerle regresa, encuentra el cuerpo del exterminador cubierto de cucarachas. Fox Mulder (David Duchovny) está casualmente cerca, investigando avistamientos de ovnis en Miller's Grove. Mientras habla por teléfono con Dana Scully (Gillian Anderson), el sheriff local, Frass, se acerca a Mulder al que revela que se han llevado a cabo una serie de «ataques de cucarachas» en la ciudad. Frass permite a Mulder entrar en escena en la residencia de Eckerle.
En otra parte de la ciudad, un trío de adolescentes beben cerveza y respiran los gases humeantes generados a partir del estiércol caliente. Uno de ellos ve una cucaracha arrastrándose por una herida abierta en su muñeca, y en un intento de sacar al insecto, comienza a cortarse frenéticamente la piel con una cuchilla de afeitar, lo que le lleva a cortar una arteria y finalmente desangrarse hasta la muerte. En la escena, Mulder habla por teléfono con Scully, que le explica que es probable que se trate de una delirio de parasitosis inducida por drogas, aunque Mulder encuentra una cucaracha en la parte inferior de un mueble, lo que indica que las cucarachas estaban presentes. Cuando intenta capturarla para su análisis, el insecto se desmorona en su mano y las piezas afiladas le cortan los dedos, haciéndole creer que la frágil carcasa estaba hecha de metal. El Sheriff Frass afirma que el gobierno, bajo el disfraz del departamento de Agricultura, ha estado criando cucarachas asesinas en una instalación cercana. Inmediatamente después, el médico forense se encuentra muerto en un cuarto de baño, cubierto inicialmente con cucarachas que desaparecen de la escena antes de que más de una persona pueda presenciarlas. Scully atribuye la muerte del médico forense a un aneurisma cerebral inducido por un exceso de esfuerzo mientras defeca. Mulder y el Sheriff Frass encuentran una cucaracha aparentemente muerta en un fregadero en el baño, y Mulder nuevamente intenta capturarla, pero resulta estar viva y se escapa por el desagüe.
Mulder va a investigar las instalaciones que el sheriff Frass mencionó. Antes de irrumpir, él y Scully discuten el extraño comportamiento de las cucarachas, Scully tiene la hipótesis de que las cucarachas podrían ser una especie invasora. Dentro de la instalación, que se asemeja a una casa típica, Mulder ve las paredes ondear y se rodea rápidamente de cucarachas. Luego se enfrenta con el Dr. Bambi Berenbaum (Bobbie Phillips), un investigador del departamento de Agricultura que está estudiando cucarachas para desarrollar métodos más efectivos de control de plagas. Berenbaum tiene un gran interés en los insectos y, dicho sea de paso, cree que algunos ovnis son en realidad enjambres de insectos que vuelan a través de espacios aéreos con carga eléctrica. Sin embargo, otra muerte ocurre en el hotel de Mulder, donde el individuo se encuentra cubierto de cucarachas que huyen rápidamente. En este punto, Mulder cree que la persona simplemente murió de miedo, aunque Scully comienza a preguntarse qué está pasando y decide ir allí.
Mulder trae una cucaracha de la habitación del hotel a Berenbaum, que piensa que puede ser mecánica. Mulder luego visita al cercano Dr. Ivanov, un científico en silla de ruedas que trabaja en robots similares a insectos. Los dos discuten la posibilidad de que inteligencias extraterrestres puedan enviar sondas robóticas para estudiar otros planetas. Después de inspeccionar el espécimen de Mulder, Ivanov se queda sin palabras; le informa a Mulder que el espécimen es, en cuanto a tecnología, muy superior a cualquier cosa que haya visto. Scully llega a la ciudad a una tienda de conveniencia y encuentra a los residentes sucumbiendo al pánico por las cucarachas. Ella intenta calmar a la gente, sin embargo, los asistentes a la tienda huyen frenéticamente después de que dos clientes que pelean derriban una exhibición de dulces de chocolate, creyendo que son más cucarachas. Mientras tanto, Mulder, al salir del laboratorio de Ivanov, atrapa otra cucaracha para llevársela a Berenbaum, pero esta vez concluye que es una cucaracha aparentemente normal. Scully descubre que Eckerle estaba investigando el metano derivado del estiércol como fuente alternativa de combustible y que había estado importando estiércol animal que pudo haber introducido las cucarachas en el área. Al escuchar esto, Mulder especula que las cucarachas son en realidad sondas robóticas extraterrestres que son capaces de consumir estiércol, un recurso abundante que ya explotan algunas especies de cucarachas, para generar metano como fuente de combustible.
Mulder va con Berenbaum a ver a Eckerle a sus instalaciones. Se queda en el automóvil mientras Mulder entra en la instalación para encontrar a Eckerle que está histérico y paranoico, al no haber podido escapar de las cucarachas que cree que lo están siguiendo. Eckerle le apunta con un arma a Mulder, pensando que incluso él de alguna manera podría ser una cucaracha. Scully llega a la escena y se encuentra con Berenbaum. Scully entra a la instalación en busca de Mulder y le telefonea, y cuando suena el teléfono de Mulder, Eckerle cree que es Mulder haciendo un tono como el resto de las cucarachas inusuales. Eckerle dispara a Mulder, y sus disparos rompen unas tuberías que contienen gas metano y las incendia. Los agentes huyen y la instalación explota con Eckerle dentro. Al día siguiente, el Dr. Ivanov llega para hablar con Mulder en el lugar de la explosión y se encuentra con Berenbaum. Los dos discuten sus intereses en insectos y robots. Esa noche Mulder escribe su informe sobre el caso, preguntándose cómo reaccionaría la humanidad si unos robots parecidos a insectos visitaran la Tierra. Mulder encuentra un bicho de aspecto extraño en su comida, y lo aplasta con un expediente X.

## Producción

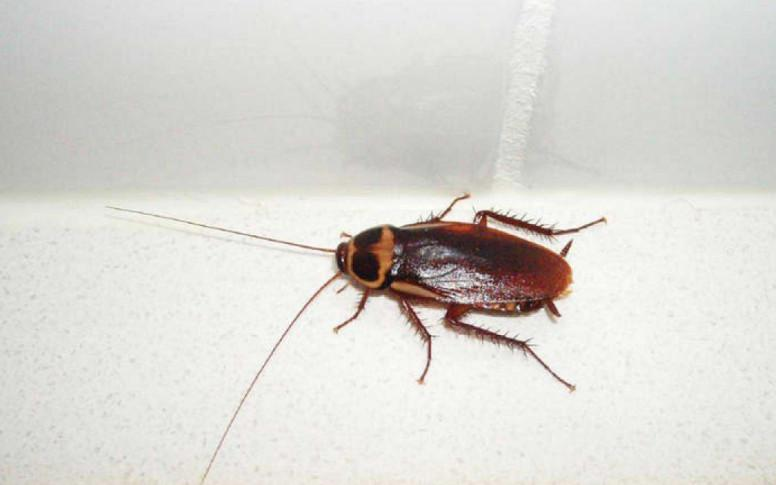
Debbie Cove, la entrenadora de animales de The X-Files, utilizó alrededor de trescientas cucarachas para este episodio, de las cuales solo una murió durante la producción (debido a su vejez).

El escritor Darin Morgan se inspiró para escribir el episodio después de ver la portada de una revista que presentaba robots con forma de insectos diseñados por el autor y roboticista Rodney Brooks. Morgan también se inspiró en la transmisión de radio de Orson Welles en 1938 del libro de H. G. Wells La guerra de los mundos (que había causado histeria colectiva), con el título del episodio como una referencia directa a la novela (con la última parte del título del episodio, «coprófagos», refiriéndose a un comedor de estiércol). La ciudad que aparece en este episodio tiene lugar en Miller's Grove (un juego de palabras con Grover's Mill, el escenario de la adaptación radiofónica de 1938 de Orson Welles). Originalmente, se planeó incluir en el episodio final una escena en la que el sheriff hablaba de un caso notable de histeria de la década de 1930, pero se eliminó debido al tiempo. El episodio, al igual que la entrada anterior de Morgan, «Humbug» de la segunda temporada, usó una gran cantidad de humor, incluyendo una broma en la que Scully lee Breakfast at Tiffany's, haciendo referencia a una pregunta en Jeopardy! que se había hecho cuando David Duchovny apareció en el programa.
La entrenadora de animales del programa, Debbie Cove, usó alrededor de trescientas cucarachas para la producción de este episodio, y de estas cientos, solo una murió durante el rodaje, aunque fue debido a la vejez. El director Kim Manners estaba muy complacido con la forma en que «actuaron» las cucarachas, y señaló que «todas las tomas que quería hacer, las conseguían». (El elenco y los miembros del equipo recordaron con humor que Manners incluso comenzó a dar órdenes a los insectos, con el director de fotografía John Bartley dijo: «Cuando vi a Kim Manners hablando con un cubo de cucarachas, fue un momento destacado para mí»). También se crearon varias cucarachas de goma «increíblemente detalladas» para el episodio para complementar los insectos vivos. Estos accesorios fueron diseñados por el maestro de utilería Ken Hawryliw y «podrían [ponerse]... junto a una cucaracha real y nadie sabría la diferencia». También se crearon «montones y montones» de estiércol falso para el programa mediante el uso de una sustancia orgánica libre de heces.
El episodio fue objeto de fuertes críticas por parte del departamento de normas y prácticas de la cadena matriz Fox, que se opuso al uso intensivo del guion inicial de palabras como «mierda» para referirse a los excrementos de los que se alimentaban las cucarachas de ese episodio. Darin Morgan más tarde atacó y parodió este enfoque en el vigésimo primer episodio de la segunda temporada de la serie de televisión estadounidense de suspenso y crimen Millennium titulado «Somehow, Satan Got Behind Me». En el episodio, un censor de la cadena nuevamente se enfoca en el uso de la palabra «mierda» e irrumpe en el set de un programa que se parece a The X-Files que se está grabando, con personas que se parecen a Mulder y Scully con el tema musical de la serie sonando de fondo.
El episodio marca una rara ocasión en la serie en la que se rompe la cuarta pared: aunque ningún personaje se dirige a la audiencia, una cucaracha se escabulle por la pantalla, asustando al espectador haciéndole pensar que un insecto real se está arrastrando por su televisor.

## Recepción
«War of the Coprophages» se estrenó en la cadena Fox el 5 de enero de 1996. Este episodio obtuvo una calificación Nielsen de 10,1, con una participación de 16, lo que significa que aproximadamente el 10,1 por ciento de todos los hogares equipados con televisión y el 16 por ciento de los hogares que miran televisión, sintonizaron el episodio. Fue visto por 16,32 millones de espectadores.
El episodio recibió opiniones positivas de los críticos. Entertainment Weekly le dio a «War of the Coprophages» una A- y escribió: «Un campamento irreverente que está infestado de risas (y bichos raros) pero tira la credibilidad por la ventana». El crítico Zack Handlen de The A.V. Club le dio al episodio una A y lo comparó con «Clyde Bruckman's Final Repose» escrito previamente por Morgan, escribiendo: «¡Entonces! Este es el segundo episodio de Darin Morgan sobre el que tengo que escribir, y una vez más, no estoy seguro de haberle hecho justicia. [...] La comedia aquí puede ser amplia, pero siempre hay suficientes comentarios autoconscientes enterrados en ella que nunca se vuelven simplistas. Mientras que “Bruckman” se enfrentó a la miseria de saber todas las respuestas, “Coprophages” analiza lo fácil que es convencerse a sí mismo de que sabe lo que está pasando, incluso cuando no lo sabe. Sería mejor creer en un montón de bichos del espacio exterior que vienen a la tierra para jugar con nuestras mentes, que aceptar la verdad más probable de que a los bichos les gusta la mierda, y por aquí, siempre hay mucho para todos». John Keegan de Critical Myth le dio al episodio un 8/10 y elogió el estilo autoparodizante del episodio, diciendo: «En general, este episodio fue una rara parodia autónoma, bien escrita por Darin Morgan. Al valerse por sí mismo de continuidad, el episodio se da a sí mismo un montón de espacio para enviar la premisa de la serie y su temprano fandom de Internet. No hay un sentido real de resolución, pero eso es realmente incidental hasta el punto de la parodia». El autor Phil Farrand calificó el episodio como su segundo episodio favorito de las primeras cuatro temporadas en su libro The Nitpickers Guide to the X-Files.
El elenco y el equipo del programa disfrutaron el episodio en su mayor parte. El coproductor Paul Rabwin dijo que el episodio tenía algunos de los materiales más divertidos de The X-Files, así como algunos de los más horribles, como la escena en la que una cucaracha se metió en el brazo de alguien. Gillian Anderson calificó el episodio como uno de sus episodios favoritos de la tercera temporada. En una nota más negativa, el escritor Darin Morgan terminó descontento con el producto final y dijo: «El otro día, mi novia decía: “Nunca entendí ese episodio”, y creo que yo tampoco. Fue un episodio que tenía muchas de las que yo pensaba que eran muy buenas ideas y nunca llegó a funcionar. Me decepcionó mucho ese episodio. A algunas personas les encanta». La trama de «War of the Coprophages» también se adaptó como una novela para jóvenes adultos en 1997 de Les Martin, bajo el título Die, Bug, Die!.

### Novelización
- Die, Bug, Die! en Internet Speculative Fiction Database (en inglés)

- Datos: Q7968677